# Шварценборн (Книл)
Шварценборн (њем. Schwarzenborn) град је у њемачкој савезној држави Хесен. Једно је од 27 општинских средишта округа Швалм-Едер. Према процјени из 2010. у граду је живјело 1.110 становника. Посједује регионалну шифру (AGS) 6634023.

## Географски и демографски подаци
Шварценборн се налази у савезној држави Хесен у округу Швалм-Едер. Град се налази на надморској висини од 479 метара. Површина општине износи 26,9 km². У самом граду је, према процјени из 2010. године, живјело 1.110 становника. Просјечна густина становништва износи 41 становника/km².

## Међународна сарадња
| Мјесто | Држава    | Врста сарадње | Од    |
| ------ | --------- | ------------- | ----- |
|        | Француска | партнерство   | 2005. |
| Извор  |           |               |       |